# Glendale, Arizona
Glendale je grad u američkoj saveznoj državi Arizoni, u okrugu Maricopa, oko 14 km sjeverozapadno od centra Phoenixa. Prema procjeni iz 2006. godine ima 246.531 stanovnika. Četvrti je po veličini grad u Arizoni, iza Phoenixa, Tucsona i Mese.
U Glendale Areni domaće utakmice igra hokejaški klub Phoenix Coyotes.

## Vanjske poveznice
- Službena stranica (engl.)

### Ostali projekti
|  | Zajednički poslužitelj ima još gradiva o temi Glendale, Arizona |